# Biellovárre naturreservat
Biellovárre naturreservat är ett naturreservat i Jokkmokks kommun i Norrbottens län.
Området är naturskyddat sedan 2023 och är 118 hektar stort. Reservatet ligger sydväst om Kåbdalis på berget Biellovárre och består av hällmarker med tallskog.  